# George Nicoll Barnes
George Nicoll Barnes CH (ur. 2 stycznia 1859 w Lochee w Dundee, zm. 21 kwietnia 1940 w Londynie) − brytyjski polityk, członek Partii Pracy, minister w rządach Davida Lloyda George’a.
Był drugim z pięciu synów Jamesa Barnesa, inżyniera z Yorkshire, oraz Catherine Adam Langlands. Niedługo po urodzeniu George'a rodzina przeniosła się do hrabstwa Middlesex, gdzie ojciec został zarządcą zakładu włókienniczego. W wieku 11 lat George również zaczął pracę w tym zakładzie. Wcześnie uczęszczał do szkoły parafialnej w Enfield Highway. Następnie przez dwa lata odbywał praktykę inżynierską najpierw w Powis James w Lambeth, a następnie w Parker's Foundry w Dundee. Po ukończeniu praktyki pracował przez dwa lata w fabryce Vickersa w Barrow. Następnie powrócił do Londynu. W 1879 r. stracił pracę. Przez następne lata zatrudniał się do różnych doraźnych prac. Następnie przez 8 lat pracował w Lucas and Airds w Fulham. W 1882 r. poślubił Jessie Langlands, córkę Thomasa Langlandsa. Miał z nią dwóch synów i córkę.
W Londynie Barnesa został członkiem Amalgamated Society of Engineers. W 1896 r. został jego sekretarzem generalnym. W 1893 r. wstąpił do Niezależnej Partii Pracy. Dwa lata później bez powodzenia startował w wyborach parlamentarnych w okręgu Rochdale. Do Izby Gmin dostał się dopiero w 1906 r. jako reprezentant okręgu Glasgow Blackfriars and Hutchesontown. Od 1918 r. reprezentował okręg wyborczy Glasgow Gorbals.
Między 1910 a 1911 r. Barnes był liderem Partii Pracy. W rządzie koalicyjnym Lloyda George’a został w 1916 r. ministrem emerytur. Po rezygnacji Arthura Hendersona w 1917 r. został członkiem gabinetu jako minister bez teki reprezentujący Partię Pracy. W 1918 r. laburzyści wycofali swoje poparcie dla gabinetu koalicyjnego. Barnes odmówił rezygnacji ze stanowisk rządowych za co został usunięty z partii. Założył wówczas własną Partię Narodowo-Demokratyczną. Brał udział w konferencji pokojowej w Wersalu w 1919 r. W 1920 r. zrezygnował ze stanowisk rządowych i wycofał się z czynnej polityki. W 1920 r. otrzymał Order Towarzyszów Honoru. W 1922 r. zrezygnował ze startu w wyborach parlamentarnych.
W kolejnych latach Barnes wspierał International Labour Organization. Był przewodniczącym Co-operative Printing Society. Opublikował również wiele książek, m.in. autobiografię From Workshop to War Cabinet (1923) oraz History of the International Labour Office (1926). Jeden z jego synów zginął podczas I wojny światowej. Barnes zmarł w 1940 r. i został pochowany na cmentarzu Fulham.